# Бертран I (граф Прованса)
Бертран I (Bertrand Ier de Provence) (997/998 — после 23 апреля 1040) — предполагаемый граф Прованса.
Сын Гильома III Тайлефера (970/975 — 1037), графа Тулузы, и его жены Эммы, графини Прованса.
Считается, что его женой была Аликс де Ди, но документальных подтверждений этому нет. В некоторых источниках их дочерью названа жена графа Раймона де Сен-Жиля, но современные историки утверждают, что она была дочерью Жоффруа Провансского. Сын:
- Раймон Бернар (ум. до 1060).

Возможно, что Бертран I был графом не всего Прованса, а только Форкалькье (поскольку умер раньше матери). Однако следующий граф Прованса того же имени нумеруется Бертраном II.
Утверждения некоторых историков, что Бертран I был якобы жив в 1062 и даже в 1081 годах, нельзя назвать обоснованными.